# Västertorp (metropolitana di Stoccolma)
Västertorp è una stazione della metropolitana di Stoccolma.
È situata all'interno della circoscrizione di Hägersten-Liljeholmen, mentre sul tracciato della linea rossa T14 è compresa tra la fermata di Hägerstensåsen e il capolinea di Fruängen.
A partire dal 1952 erano qui operative le linee di tram 14 e 17, mentre il passaggio all'attuale sistema di trasporto avvenne solo successivamente: la fermata della metropolitana divenne infatti operativa a partire dal 5 aprile 1964, ovvero lo stesso giorno in cui aprì il tratto da T-Centralen a Fruängen.
La piattaforma, posizionata in superficie, è accessibile dalle due entrate ubicate sul viale Störtloppsvägen (lato nord) e sul viale Västertorpsvägen (lato sud). La progettazione della stazione venne affidata all'architetto Hans Borgström, e le decorazioni contenute al suo interno furono curate nel 1982 dall'artista Jörgen Fogelquist.
Durante un normale giorno feriale il traffico quotidiano ammonta mediamente a 3.600 persone circa.

## Tempi di percorrenza
| Linea | Capolinea     | Tempo  | Stazione                                                  | Tempo                             |
| T14   | Fruängen      | 1 min  | Liljeholmen Slussen Gamla stan T-Centralen Östermalmstorg | 7 min 13 min 15 min 17 min 19 min |
| T14   | Mörby centrum | 32 min | Liljeholmen Slussen Gamla stan T-Centralen Östermalmstorg | 7 min 13 min 15 min 17 min 19 min |